# حفره ژوگولار
حفره ژوگولار یا ژوگولار فوسا (انگلیسی: Jugular fossa) یک گود شدگی عمیق در بخش تحتانی استخوان گیجگاهی در قاعده جمجمه است که برآمدگی سیاهرگ گردنی درونی درآن قرار می‌گیرد.

## نگارخانه

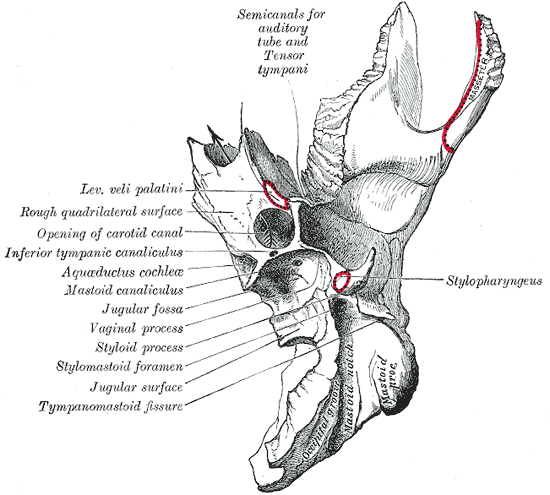
استخوان گیجگاهی سمت چپ. سطح تحتانی. حفره ژوگولار در سمت چپ ششمی از پایین با علامت مشخص شده.
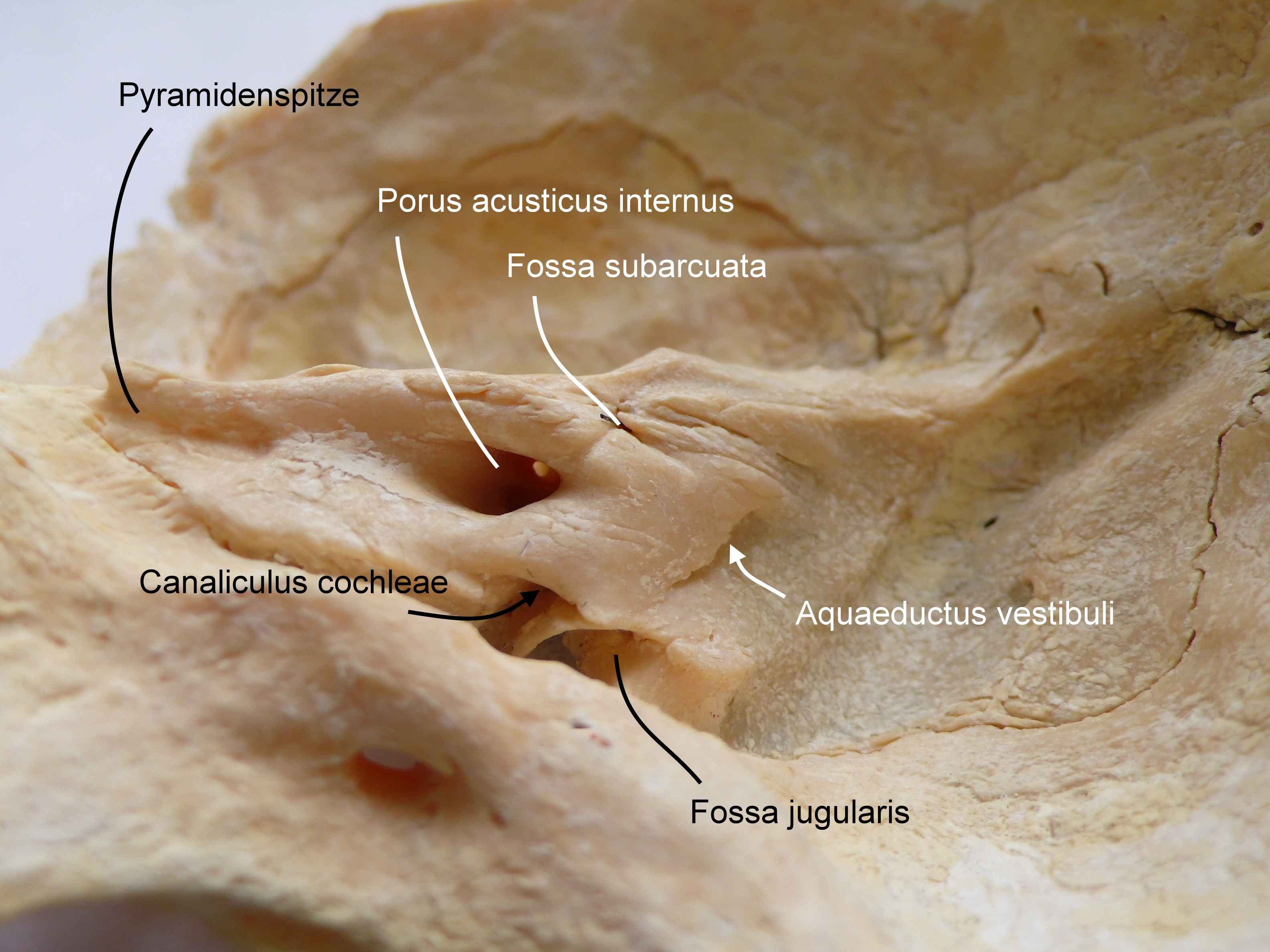
استخوان گیجگاهی